# Screen Actors Guild Awards
Screen Actors Guild Awards er en årlig pris, som uddeles af det amerikanske Screen Actors Guild (SAG) for at hylde de flotteste skuespiller-præsentationer inden for film- og tv-branchen i et givent år, udvalgt af medlemmer fra SAG. Uddelingen, der transmitteres direkte, varer omkring 2 timer, hvor i alt 14 priser uddeles, inklusive den ekstraordinære Life Achievement Award, der gives til en etableret skuespiller inden for SAG's egen medlemsstab, der har udvist ekstraordinære præsentationer inden for skuespillerkunsten gennem en længere periode.
Siden SAG Awards' grundlæggelse og første uddeling i 1995 er uddelingen efterhånden blevet en af mest prestigefyldte prisuddelinger indenfor film-og tv-industrien. Den første SAG-prisuddeling fandt sted den 25. februar 1995 i Stage 12 hos Universal Studios og siden den 3. uddeling i 1997 har uddelingen fundet sted i Shrine Exposition Center i Los Angeles, Californien.

## Information

### Nominering og afstemning
For at finde nominerede til prisuddelingen, udvælges to paneler a 2100 tilfældige medlemmer fra SAG overalt fra USA til at finde og udvælge nominerede til de forskellige film- og tv-kategorier. Efter denne udvælgelse af nominerede udsendes en endelig nomineringsliste ud til samtlige 100.000 medlemmer af SAG, som afgiver deres stemme og den flotteste skuespillerpræsentation kåres. Ofte fører nomineringerne til enten en Emmy eller en Academy Award-nominering.

### Statuetten
Statuetten er 40,6 cm høj, vejer 5,4 kg og er lavet af solid bronze. Den forestiller en nøgen mand, der står med maskerne Komedie og Tragedie i hænderne.

## Prisuddelinger
- For året 2014, bliver det afholdt i 2015 - 21th Screen Actors Guild Awards
- For året 2013, blev det afholdt i 2014 - 20th Screen Actors Guild Awards
- For året 2012, blev det afholdt i 2013 – 19th Screen Actors Guild Awards
- For året 2011, blev det afholdt i 2012 – 18th Screen Actors Guild Awards
- For året 2010, blev det afholdt i 2011 – 17th Screen Actors Guild Awards
- For året 2009, blev det afholdt i 2010 – 16th Screen Actors Guild Awards
- For året 2008, blev det afholdt i 2009 – 15th Screen Actors Guild Awards
- For året 2007, blev det afholdt i 2008 – 14th Screen Actors Guild Awards
- For året 2006, blev det afholdt i 2007 – 13th Screen Actors Guild Awards
- For året 2005, blev det afholdt i 2006 – 12th Screen Actors Guild Awards
- For året 2004, blev det afholdt i 2005 – 11th Screen Actors Guild Awards
- For året 2003, blev det afholdt i 2004 – 10th Screen Actors Guild Awards
- For året 2002, blev det afholdt i 2003 – 9th Screen Actors Guild Awards
- For året 2001, blev det afholdt i 2002 – 8th Screen Actors Guild Awards
- For året 2000, blev det afholdt i 2001 – 7th Screen Actors Guild Awards
- For året 1999, blev det afholdt i 2000 – 6th Screen Actors Guild Awards
- For året 1998, blev det afholdt i 1999 – 5th Screen Actors Guild Awards
- For året 1997, blev det afholdt i 1998 – 4th Screen Actors Guild Awards
- For året 1996, blev det afholdt i 1997 – 3rd Screen Actors Guild Awards
- For året 1995, blev det afholdt i 1996 – 2nd Screen Actors Guild Awards
- For året 1994, blev det afholdt i 1995 – 1st Screen Actors Guild Awards

## Kategorier
Priserne er organiserede i følgende kategorier:

### Film-priser
- Outstanding Performance by a Cast in a Motion Picture
- Outstanding Performance by a Female Actor in a Leading Role
- Outstanding Performance by a Male Actor in a Leading Role
- Outstanding Performance by a Female Actor in a Supporting Role
- Outstanding Performance by a Male Actor in a Supporting Role

### TV-priser
- Outstanding Performance by a Female Actor in a Television Movie or Miniseries
- Outstanding Performance by a Male Actor in a Television Movie or Miniseries
- Outstanding Performance by an Ensemble in a Drama Series
- Outstanding Performance by a Female Actor in a Drama Series
- Outstanding Performance by a Male Actor in a Drama Series
- Outstanding Performance by an Ensemble in a Comedy Series
- Outstanding Performance by a Female Actor in a Comedy Series
- Outstanding Performance by a Male Actor in a Comedy Series

### Life Achievement Awards
- Screen Actors Guild Life Achievement Award